# ضمادة مرنة

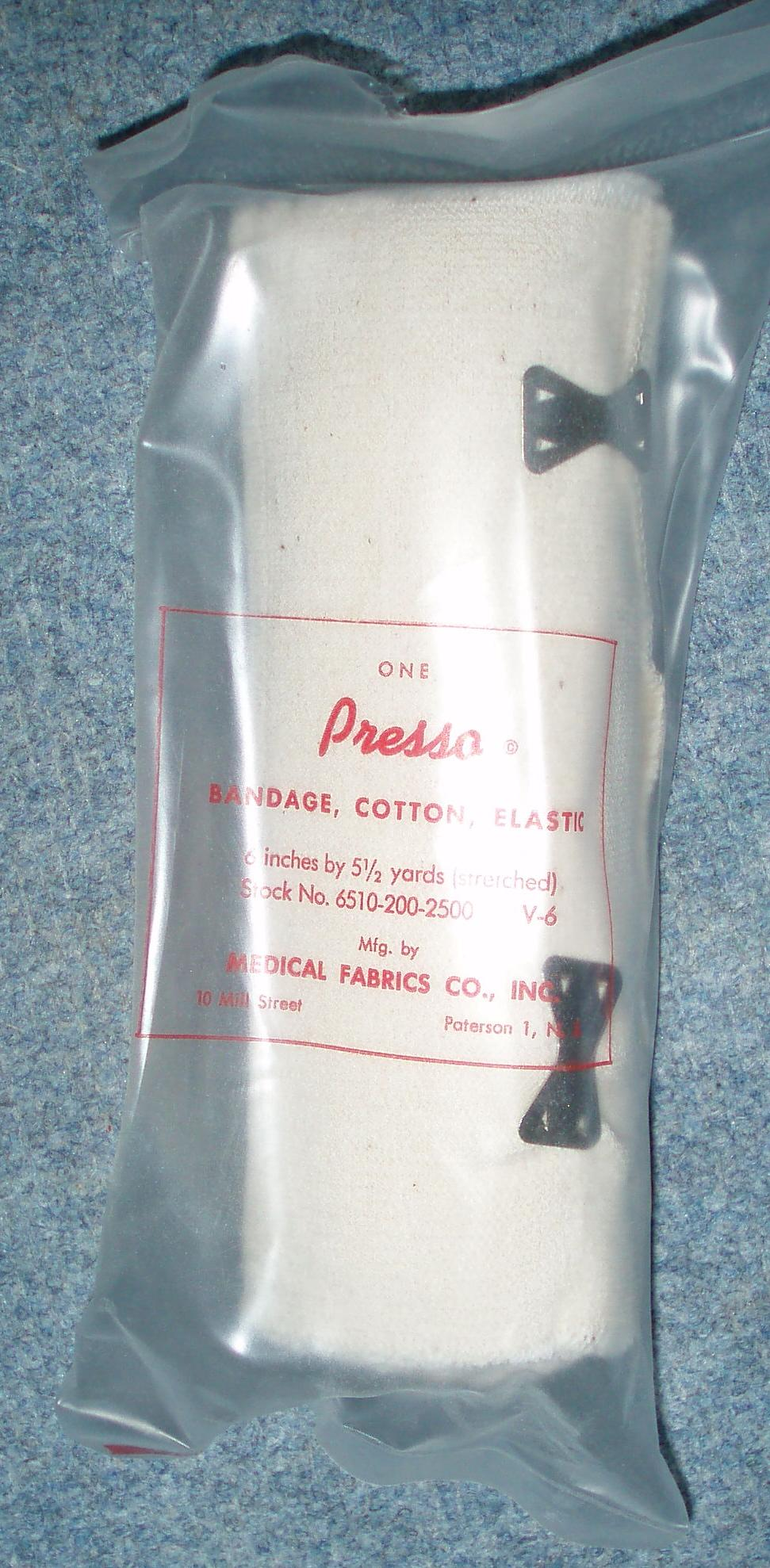
ضمادة مرنة أمريكية، مستخدمة في حرب فيتنام

الضمادة المرنة (المعروفة أيضًا باسم ضمادة أيه سي إي أو الرباط المرن أو ضمادة الضغط أو ضمادة قماش الكريب) هي «ضمادة قابلة للمط تستخدم للضغط بشكل مركز على موضع معين». تستخدم الضمادات المرنة بشكل شائع في معالجة التواء العضلات وإجهادها عن طريق إبطاء تدفق الدم في منطقةٍ معينة من خلال الضغط بشكل ثابتٍ يمكنه حصر التورم في مكان الإصابة. تُستخدم الضمادات المرنة أيضًا في معالجة كسر العظم؛ حيث يوضع الحشو أولاً على الطرَف المكسور، ثم توضع الجبيرة (غالبًا ما تكون من الجبس). بعد ذلك، توضع الضمادة المرنة لتثبيت الجبيرة وحمايتها. وتعد هذه طريقة شائعة في الكسور العُرضة للتورم الذي قد يؤثر بشكل سلبي على وظيفة قالب الجبيرة. وعادةً ما تتم إزالة هذا النوع من الجبائر بعد شفاء التورم وعندها يُمكن استخدام قالب جبيرة من الألياف الزجاجية أو الجبس.
ب
نظرًا لخطورة الإصابة بحساسية اللاتكس بين المستخدمين، فقد تم تغيير التركيب الأصلي للضمادات المرنة. وعلى الرغم من أن بعض هذه الضمادات لا تزال تُصنع من اللاتكس، فهناك الكثير من الضمادات المرنة المصنوعة بطريقة النسج والحياكة التي توفر ضغطًا مناسبًا دون استخدام مطاط طبيعي أو لاتكس. تتكون الضمادة المرنة الحديثة من خيوطٍ مرنةٍ من القطن والبولي إستر خالية من اللاتكس. وعن طريق تغيير نسبة القطن والبولي إستر والخيوط المرنة، يستطيع مصنّعو الضمادات توفير مستويات مختلفة من الضغط والصمود في تلك الضمادات. وغالبًا ما تستخدم مشابك من الألومنيوم أو المشابك القابلة للمط في تثبيت الضمادة في مكانها بمجرد ربطها حول الإصابة. حتى إنه يوجد لبعض الضمادات أغلفة من الفيلكرو لضمان ثبات الضمادة في مكانها.
بجانب استخدامها في الطب الرياضي على يد العاملين في جراحة العظام، تتميز الضمادات المرنة بشيوع استخدامها في علاج الوذمة اللمفية والحالات العرقية الأخرى، وكذلك لإنقاص الوزن عندما توضع الضمادات في شكل أربطة حول الجسم، كما تُستخدم في إعادة تأهيل الحيوانات المصابة في الطب البيطري. وتستخدم هذه الضمادات عادةً كطريقة لضغط صدور المتحولين جنسيًا (إلا أن هذه الطريقة في الربط يمكن أن تسبب تلف الضلوع والإصابة بكدمات) أو في التمثيل أو للرجال ذوي الصدور الكبيرة، مما يساعد على تغيير شكل الصدر إلى شكل ذكري أكثر.
يجب ألا يتم الخلط بين الضمادات المرنة وأجهزة العلاج بالضغط المصممة للتعامل مع الوذمة الوعائية أو الوذمة اللمفية. فقد تم تصميم مثل هذه الأجهزة للضغط بشكل تدريجي من الكاحل إلى الركبة من أجل تسهيل استرجاع العروق.